# Švicarska
Švicarska Konfederacija ili neformalno Švicarska (lat. Confœderatio Helvetica, njem. Schweizerische Eidgenossenschaft, fra. Confédération suisse, tal. Confederazione Svizzera, retoromanski Confederaziun Svizerra) je savezna država 26 kantona u središnjoj Europi. 
Graniči s Lihtenštajnom i Austrijom na istoku, Francuskom na zapadu, Italijom na jugu i jugoistoku, te Njemačkom na sjeveru.
Švicarska ima dugu tradiciju neutralnosti, ali i međunarodne suradnje i sjedište je brojnih međunarodnih organizacija.

## Naziv
Naziv za Švicarsku na hrvatskom jeziku, kao i na brojnim drugim jezicima potječe od naziva kantona Schwyz, jednog od tri kantona koji su 1291. sklopili savez koji se smatra utemeljenjem švicarske države. Pripadnici saveza posebice se počinju nazivati Švicarcima tijekom Švapskog rata s kraja 15. stoljeća.
Tijekom 17. stoljeća pojavljuje se Helvetia kao nacionalna personifikacija Švicarske. Ime je dobila po Helvetima, keltskom plemenu koje je živjelo na području švicarske visoravni.
Nastajanjem moderne centraliziranije savezne države počeo se intezivnije koristiti latinski naziv Confœderatio Helvetica, inačica službenog naziva države, čime se izbjegava izbor između jednog od četiri službena jezika. Stoga se latinski naziv, ponekad skraćen u Helvetia, počinje pojavljivati u službenoj uporabi. Akronim CH se, među ostalim, koristi kao internetski nastavak ili razlikovna oznaka za vozila.
Usprkos imenu, švicarski politički sustav je u stvari federacija, a ne konfederacija.

## Povijest
Tragovi ljudskih naselja na području Švicarske potječu iz ranog paleolitika. U 2. stoljeću naseljavali su zapadni dio zemlje kelti Helveti, koji su ratovali s Rimom, i nakon Cezarove pobjede kod Bibracte potpali pod njegovu vlast. U 3. i 4. stoljeću istočnu Švicarsku počinju zaposjedati Alemani, a zapadni su dio u drugoj polovici 5. stoljeću zauzeli Burgundi. Od 6. stoljeća Švicarska je uz prekide bila u sastavu franačke države. Od 11. do 13. stoljeća gotovo su cijelim teritorijem sjevernim od Ženevskog jezera vladali grofovi, poslije vojvode od Zahringena. U drugoj polovici 12. stoljeća dominiraju u jugozapadnom dijelu zemlje grofovi Savojski, a na sjeveroistoku grofovi Habsburški. Za vrijeme Prvog svjetskog rata neutralnost Švicarske nije bila ugrožena. Švicarska je 1920. stupila u Ligu naroda, zadržavši i dalje položaj neutralne zemlje. Za vrijeme Drugog svjetskog rata Švicarska je održala svoju neutralnost pomažući prvo na obje strane, a kasnije samo Njemačku i Italiju. 1946. godine uspostavljeni su diplomatski odnosi sa Sovjetskim Savezom. Švicarska nije tražila primanje u UN, jer joj je priznat status stalno neutralne države. Na referendumu 1959. godine odbijen je prijedlog da žene dobiju pravo glasa. Godine 1960. Švicarska je pristupila Europskom udruženju za slobodnu trgovinu (EFTA). 1971. godine žene su dobile pravo glasa. Švicarska je ušla u UN 10. rujna 2002. (odlukom A/RES/57/1). Krajem 2008. godine Švicarska je postala i punopravna članica Schengenskog prostora.

## Zemljopis
Švicarska se nalazi na tromeđi zapadne, južne i srednje Europe, iako se uglavnom svrstava u potonju kategoriju. Prostire se između Ženevskog i Bodenskog jezera. Graniči s Njemačkom, Austrijom, Italijom, Lihtenštajnom i Francuskom. Ukupna površina iznosi 41 285 km2. Glavni grad je Bern, a ostali veći gradovi su Zürich, Ženeva, Lausanne i Basel.

### Reljef
Sastoji se od tri geografska različita djela: Jure na sjeverozapadu, Švicarske visoravni u srednjem dijelu i Alpa na jugu i jugoistoku. Oko 10% državnog teritorija zaprema vapnenačka Jura (prosječna visina 700 - 800 m) s krškim formama reljefa, 30%  Švicarska visoravan (500 - 1000 m), građena od pješčenjaka i konglomerata koje pokrivaju glacijalni nanosi, a 60% Alpe. Dolinom Rhone, Gotthardskim masivom i dolinom Rajne odvojene su Bernske i Glarnske Alpe na sjeveru od Peninskih ili Valiških (najviši vrh u Švicarskoj Dufour, 4 633 m), Lepontskih i Retijskih na jugu. Na Peninskim i Bernskim Alpama, nalazi se najveće alpsko područje ledenjaka (Altschgletscher).

### Klima
Klimatske razlike uvjetovane reljefom. Na Švicarskoj visoravni klima je uglavnom topla. Klima južnih alpskih dolina približuju se sredozemnoj. Viši dijelovi Švicarske imaju izrazito planinsku klimu; u Davosu (na 1 560 m visine) prosječna siječanjska temperatura -7 °C, srpanjska 12,1 °C. Najveću godišnju veličinu oborina (više od 2000 mm) imaju rubni dijelovi Alpa. Unutrašnji planinski dijelovi sa zatvorenim dolinama znatno su suši (do 600 mm u dolini gornje Rhone). Na sjevernoj strani Alpa i na Švicarskoj visoravni karakterističan je suh i topao vjetar fen, koji uzrokuje nagle promjene temperature. Izuzetno blaga klima jest na obalama jezera.

### Vode
Gusta riječna mreža pripada slivu Sjevernog mora i Sredozemnog mora s Jadranskim morem i Crnim morem. U Gotthardskom masivu izviru velike rijeke zapadne Europe: Rajna (Vorderrhein), duga 375 km (u Švicarskoj) i Rhone, 264 km. Rajna odvonjava oko 4/5 švicarskog teritorija. Veći su vodeni tokovi Tessin (pritok pada) i Inn (pritok Dunava). Rijeke se ističu hidroenergetskim potencijalom koji se u velikoj mjeri iskorišćuje. Mnoga jezera pretežno su glacijalnog podrijetla. Na sjeverozapadu Nešatelsko jezero (Lac de Neuchatel) u srednjem dijelu Ciriško (Zürichsee), Firvaldštetsko (Vierwaldstätter See) i druga manja jezera. Lugansko jezero i Lago Maggiore Švicarsku dijele od Italije, Ženevsko od Francuske,a Bodensko jezero (Bodensee) od Njemačke i Austrije. Prirodna vegetacija nižih područja uglavnom nije sačuvana; do 800 m prevladavaju kulture. Iznad 800 m rasprostranjena je lišćarska šuma, koja visinom prelazi u četinarsku. Pojas četinara pruža se u središnjem dijelu Alpa do 2300 m, a visogorske livade i pašnjaci do snježne granice (oko 3000 m).

### Planine
Švicarska je alpska zemlja čija je prosječna nadmorska visina 500-800 m. Njeni najveći vrhovi prelaze i preko 4 000 m. Najviši vrhovi su Monta Rosa (4 635 m) i Matterhorn (4 478 m). Klima je umjereno-kontinentalna, dok je na planinama planinska te alpska. Tijekom zime puše vjetar zvani fen (föhn), koji puše s Alpa u pravcu dolina.

## Politika i uprava
Švicarski Savezni ustav iz 1848. godine utemeljujući je dokument moderne savezne države. Ustav je neznatno nadopunjen 1999. godine. Prema ustavu, vlast i nadležnosti su podjeljeni između Konfederacije i kantona.
Na saveznoj razini vlast čine: dvodomna Savezna skupština, sedmeročlano Savezno vijeće i Savezni sud.

### Savezna skupština
Savezna skupština (njemački: Bundesversammlung, francuski: Assemblée fédérale, talijanski: Assemblea federale, retroromanski: Assamblea federala), koja zasjeda u Saveznoj palači u Bernu, zakonodavna je vlast Konfederacije, a sastoji se od dva doma:
- Nacionalno vijeće (njemački: Nationalrat, francuski: Conseil national, talijanski: Consiglio nazionale, retroromanski: Cussegl naziunal). Čini ga 200 zastupnika izabranih iz svakog kantona razmjerno broju stanovnika.
- Vijeće država (njemački: Ständerat, francuski: Conseil des États, talijanski: Consiglio degli Stati, retroromanski: Cussegl dals Stadis). Čini ga 46 zastupnika. Svaki pojedinačni kanton izabire dva predstavnika, a polukantoni izabiru po jednog predstavnika.

Savezna skupština uz ustavno pravo građana na referendumsku inicijativu nositelji su zakonodavne vlasti. 

### Savezno vijeće
Savezno vijeće je švicarsko kolektivno predsjedništvo koje djeluje kao savezna vlada. Sastoji se od sedam članova koje svake četiri godine izabire Savezna skupština. Tradicionalno jedan od članova predsjeda Vijećem, bira se izmjenično na mandat od godinu dana i služi kao predstavnik Švicarske u inozemstvu, bez dodatnih ovlasti u odnosu na ostale članove. Svakom od sedam članova povjereno je određeno ministarstvo.
Od 1959. godine Vijeće čine četiri najveće političke stranke, na način da broj članova razmjerno predstavlja izborni rezultat. Takva raspodjela u švicarskom političkom životu poznata je kao čarobna formula. U periodu 1959. – 2003. formula je bila: 2 mjesta za Demokršćane (CVP), 2 za Socijaldemokrate (SPS), 2 za Liberale (FDP) i 1 za Narodnu stranku (SVP). Nakon saveznih izbora 2003. godine, demokršćani su izgubili jedno mjesto u korist narodnjaka.

### Savezni sud
Savezni sud, čije je sjedište u Lausanni, djeluje kao vrhovni sud u Švicarskoj i prvenstveno odlučuje o tužbama na odluke nižih sudova. 38 saveznih sudaca bira Savezna skupština na mandat od šest godina.

## Upravna podjela

### Kantoni
Švicarsku čini 26 saveznih kantona.
| Swiss cantons |

| Kanton | Kanton                  | Kôd | Br. | Sjedište  |  | Kanton       | Kanton     | Kôd | Br.          | Sjedište |
| ------ | ----------------------- | --- | --- | --------- |  | ------------ | ---------- | --- | ------------ | -------- |
|        | Aargau                  | AG  | 19  | Aarau     |  |              | *Nidwalden | NW  | 7            | Stans    |
|        | *Appenzell Ausserrhoden | AR  | 15  | Herisau   |  | *Obwalden    | OW         | 6   | Sarnen       |          |
|        | *Appenzell Innerrhoden  | AI  | 16  | Appenzell |  | Schaffhausen | SH         | 14  | Schaffhausen |          |
|        | *Basel-Landschaft       | BL  | 13  | Liestal   |  | Schwyz       | SZ         | 5   | Schwyz       |          |
|        | *Basel-Stadt            | BS  | 12  | Basel     |  | Solothurn    | SO         | 11  | Solothurn    |          |
|        | Bern                    | BE  | 2   | Bern      |  | St. Gallen   | SG         | 17  | St. Gallen   |          |
|        | Fribourg                | FR  | 10  | Fribourg  |  | Thurgau      | TG         | 20  | Frauenfeld   |          |
|        | Ženeva                  | GE  | 25  | Ženeva    |  | Ticino       | TI         | 21  | Bellinzona   |          |
|        | Glarus                  | GL  | 8   | Glarus    |  | Uri          | UR         | 4   | Altdorf      |          |
|        | Graubünden              | GR  | 18  | Chur      |  | Valais       | VS         | 23  | Sion         |          |
|        | Jura                    | JU  | 26  | Delémont  |  | Vaud         | VD         | 22  | Lausanne     |          |
|        | Luzern                  | LU  | 3   | Luzern    |  | Zug          | ZG         | 9   | Zug          |          |
|        | Neuchâtel               | NE  | 24  | Neuchâtel |  | Zürich       | ZH         | 1   | Zürich       |          |

*Ovi kantoni se nazivaju i polukantonima (službeno do 1999.).

## Gospodarstvo
Švicarska je razvijena industrijska i poljoprivredna zemlja. Najviše ljudi je zaposleno u uslužnim djelatnostima te u poljoprivredi. Razvijena je industrija čelika, metala, aluminija, mašinska, preciznih instrumenata, elektrotehnika, kemijska, farmaceutska, tekstilna, kože, prehrambena, keramička, betonskog materijala... Zemljište nije naročito pogodno za razvitak poljoprivreda iako ostaje važan faktor u Švicarskoj. Razvijeno je stočarstvo, a naročito se uzgajaju mliječne krave te svinje. Također je razvijen zimski turizam. Razvijena je industrija čokolade, najpoznatija marka švicarske čokolade je Lindt, smatra se jednom od najboljih. Švicarska spada u red gospodarski najrazvijenijih država s najvišim standardom života u svijetu. Dugogodišnja liberalna gospodarska politika te financijske prednosti vojne neutralnosti, neposredne demokracije i otvorenoga gospodarstva omogućili su Švicarskoj da postane najbogatija europska zemlja.

## Promet
Švicarska ima vlastitu trgovačku mornaricu s matičnom lukom u Baselu. U vanjskoj trgovini Švicarska se služi stranim lukama, u prvom redu Rotterdamom. Unutrašnja plovidba razvijena je na jezerima. Zbog svog geografskog položaja Švicarska ima veliko značenje u međunarodnom avionskom prometu (glavni je aerodrom Zürich). Kopnene prometnice ulaze u sustav čvorišnog dijela europske prometne mreže.

## Stanovništvo
2021. godine u Švicarskoj je živjelo 8 738 791 stalnih stanovnika. U odnosu na 1990. godinu broj stanovnika porastao je za 28% i nastavlja rasti.
25.7% stanovništva čine strani državljani, a 40% stanovnika su useljenici prve ili druge generacije.
Većina stanovnika živi na području Švicarske visoravni gdje se nalazi i najveći grad Zürich s 427 721 stanovnika i čija aglomeracija se procjenjuje na 1 144 546 stanovnika.
Švicarska ima 4 službena jezika: njemački, francuski, talijanski i retoromanski. Njemački je najrasprostranjeniji s 62% stanovnika koji ga govore kao glavni jezik. Francuski s 22.8% je najzastupljeniji na zapadu zemlje, talijanski s 7.9% prvenstveno u kantonu Ticino, a retoromanski s 0.5% je uglavnom prisutan u kantonu Graubünden.
| broj stanovnika | 2515396 | 2673468 | 2840501 | 2972024 | 3318985 | 3756842 | 3883360 | 4070042 | 4268964 | 4717200 | 5360153 | 6193064 | 6335243 | 6757188 | 7197638 | 7870134 | 8670300 |
|                 | 1861.   | 1871.   | 1881.   | 1891.   | 1901.   | 1911.   | 1921.   | 1931.   | 1941.   | 1951.   | 1961.   | 1971.   | 1981.   | 1991.   | 2001.   | 2011.   | 2021.   |

## Kultura
Kultura Švicarske odlikuje se raznovrsnošću oblika, izražaja i običaja zahvaljujući značaju kantonalnih i mjesnih identiteta u oblikovanju zemlje, kao i zemljopisnom položaju na raskrižju velikih europskih kultura. Osobito su na njezino oblikovanje utjecale kulture naroda njemačkog jezika kao i kulture naroda romanskih jezika, talijanskog i francuskog. Zemljopisne kao i povijesno-političke prilike doprinijele su stvaranju kulturnog razgraničenja naspram susjednih zemalja i oblikovanju kolektivnog švicarskog identiteta. Alpe i alpski način života imali su temeljnu ulogu u stvaranju te zasebene kulture.
Sva četiri jezika Švicarske imaju bogatu književnu baštinu. Među najpoznatijim spisateljima su Max Frisch, Friedrich Dürrenmatt, Jean-Jacques Rousseau i Johanna Spyri, autorica romana Heidi.
Na području Švicarske nalazi se 13 spomenika svjetske baštine od čega njih 9 su spomenici kulture.

## Vanjske poveznice

### Ostali projekti
|  | Zajednički poslužitelj ima stranicu o temi Švicarska Konfederacija |
|  | Zajednički poslužitelj ima još gradiva o temi Švicarska            |
|  | Zajednički poslužitelj sadrži atlas Švicarske                      |